# تلویزیون سبا
تلویزیون سبا، شبکه‌ای تلویزیونی خصوصی فعال در ولایت کابل، افغانستان با پخش ۲۴ ساعته است. این تلویزیون افزون بر ولایت کابل در ۱۲ ولایت دیگر افغانستان نیز با آنتن‌های معمولی قابل مشاهده است. این شبکه ماهواره‌ای شامل دو کانال تلویزیونی، تلویزیون سبا و دنیای سبا که متعلق به سازمان رسانه‌ای سبا است، می‌باشد. این شبکه در بهار ۲۰۰۶ تاسیس و در اواخر ۲۰۰۷ پخش آن آغاز گردید.
تلویزیون سبا و دنیای سبا مخصوصاً برای کسانی ساخته شده است که می‌خواهند همه چیز را در طبیعت و مراقبت‌های پزشکی بیاموزند.